# Clupea manulensis
Clupea manulensis är en fiskart som beskrevs av Marion de Procé 1822. Clupea manulensis ingår i släktet Clupea och familjen sillfiskar. Inga underarter finns listade i Catalogue of Life.